# Stockholm Open 1992
Lo Stockholm Open 1992 è stato un torneo di tennis giocato sul sintetico indoor. È stata la 24ª edizione dello Stockholm Open, che fa parte della categoria Super 9 nell'ambito dell'ATP Tour 1992. Il torneo si è giocato nella Stockholm Globe Arena di Stoccolma in Svezia, dal 26 ottobre al 1º novembre 1992.

## Campioni

### Singolare
Goran Ivanišević ha battuto in finale  Guy Forget con il punteggio di 7–6(2), 4–6, 7–6(5), 6–2

### Doppio
Todd Woodbridge /  Mark Woodforde hanno battuto in finale  Steve DeVries /  David Macpherson con il punteggio di 6–3, 6–4